# 绢毛绣球
绢毛绣球（学名：Hydrangea glaucophylla var. sericea）为绣球花科绣球属下粉背绣球（Hydrangea glaucophylla）的一个变种。

## 扩展阅读
- 維基物種上的相關：绢毛绣球